# Fabronia pobeguinii
Fabronia pobeguinii là một loài Rêu trong họ Fabroniaceae. Loài này được Broth. & Paris mô tả khoa học đầu tiên năm 1904.